# Frankfurter Tor (metropolitana di Berlino)
Frankfurter Tor è una stazione della linea U5 della metropolitana di Berlino situata nel quartiere di Friedrichshain. Si trova sotto l'incrocio tra la Karl-Marx-Allee / Frankfurter Allee e Petersburger Straße/ Warschauer Straße. La stazione prende il nome dalle due torri all'incrocio delle strade che ricordano l'ex Frankfurter Tor.